# Estézargues
Estézargues est une commune française située dans l'est du département du Gard, en région Occitanie. Bien que située au cœur du Gard rhodanien du Sud, elle n'en fait cependant pas partie administrativement.
Exposée à un climat méditerranéen, elle est drainée par divers petits cours d'eau. Située à proximité du débouché des gorges du Gardon, la commune possède un patrimoine naturel remarquable composé d'une zone naturelle d'intérêt écologique, faunistique et floristique.
Estézargues est une commune rurale qui compte 605 habitants en 2022, après avoir connu une forte hausse de la population depuis 1968. Elle fait partie de l'aire d'attraction d'Avignon. Ses habitants sont appelés les Estezarguais ou Estezarguaises.

## Géographie

### Localisation
Estézargues est une commune située à 26 km de Nîmes et 16 km d'Avignon, dont elle intègre l'aire urbaine. Son territoire s'étend sur un axe nord-sud en forme d'aiguille : une partie sud où on retrouve le village et la nationale 100, et une partie nord beaucoup plus sauvage et inhabitée où on retrouve des garrigues et qui est traversée par l'autoroute A9.

### Communes limitrophes
| Saint-Hilaire-d'Ozilhan | Valliguières | Rochefort-du-Gard |
| Fournès                 | Estézargues  | Domazan           |
|                         | Théziers     |                   |

### Climat
Pour des articles plus généraux, voir Climat de l'Occitanie et Climat du Gard.
En 2010, le climat de la commune est de type climat méditerranéen franc, selon une étude s'appuyant sur une série de données couvrant la période 1971-2000. En 2020, Météo-France publie une typologie des climats de la France métropolitaine dans laquelle la commune est exposée à un climat méditerranéen et est dans la région climatique Provence, Languedoc-Roussillon, caractérisée par une pluviométrie faible en été, un très bon ensoleillement (2 600 h/an), un été chaud (21,5 °C), un air très sec en été, sec en toutes saisons, des vents forts (fréquence de 40 à 50 % de vents > 5 m/s) et peu de brouillards.
Pour la période 1971-2000, la température annuelle moyenne est de 13,7 °C, avec une amplitude thermique annuelle de 17,2 °C. Le cumul annuel moyen de précipitations est de 769 mm, avec 5,8 jours de précipitations en janvier et 3 jours en juillet. Pour la période 1991-2020, la température moyenne annuelle observée sur la station météorologique la plus proche, située sur la commune de Pujaut à 13 km à vol d'oiseau, est de 14,6 °C et le cumul annuel moyen de précipitations est de 672,8 mm,. Pour l'avenir, les paramètres climatiques de la commune estimés pour 2050 selon différents scénarios d'émission de gaz à effet de serre sont consultables sur un site dédié publié par Météo-France en novembre 2022.

### Voies de communication et transports
La commune est desservie par la RN100 et par l'autoroute A9 (sortie 23 Remoulins). Ligne de bus 115, 125 et 150.

### Milieux naturels et biodiversité

#### Espaces protégés
La protection réglementaire est le mode d’intervention le plus fort pour préserver des espaces naturels remarquables et leur biodiversité associée,.
La commune fait partie de la zone de transition des gorges du Gardon, un territoire d'une superficie de 23 800 ha reconnu réserve de biosphère par l'UNESCO en 2015 pour l'importante biodiversité qui la caractérise, mariant garrigues, plaines agricoles et yeuseraies,.

#### Zones naturelles d'intérêt écologique, faunistique et floristique

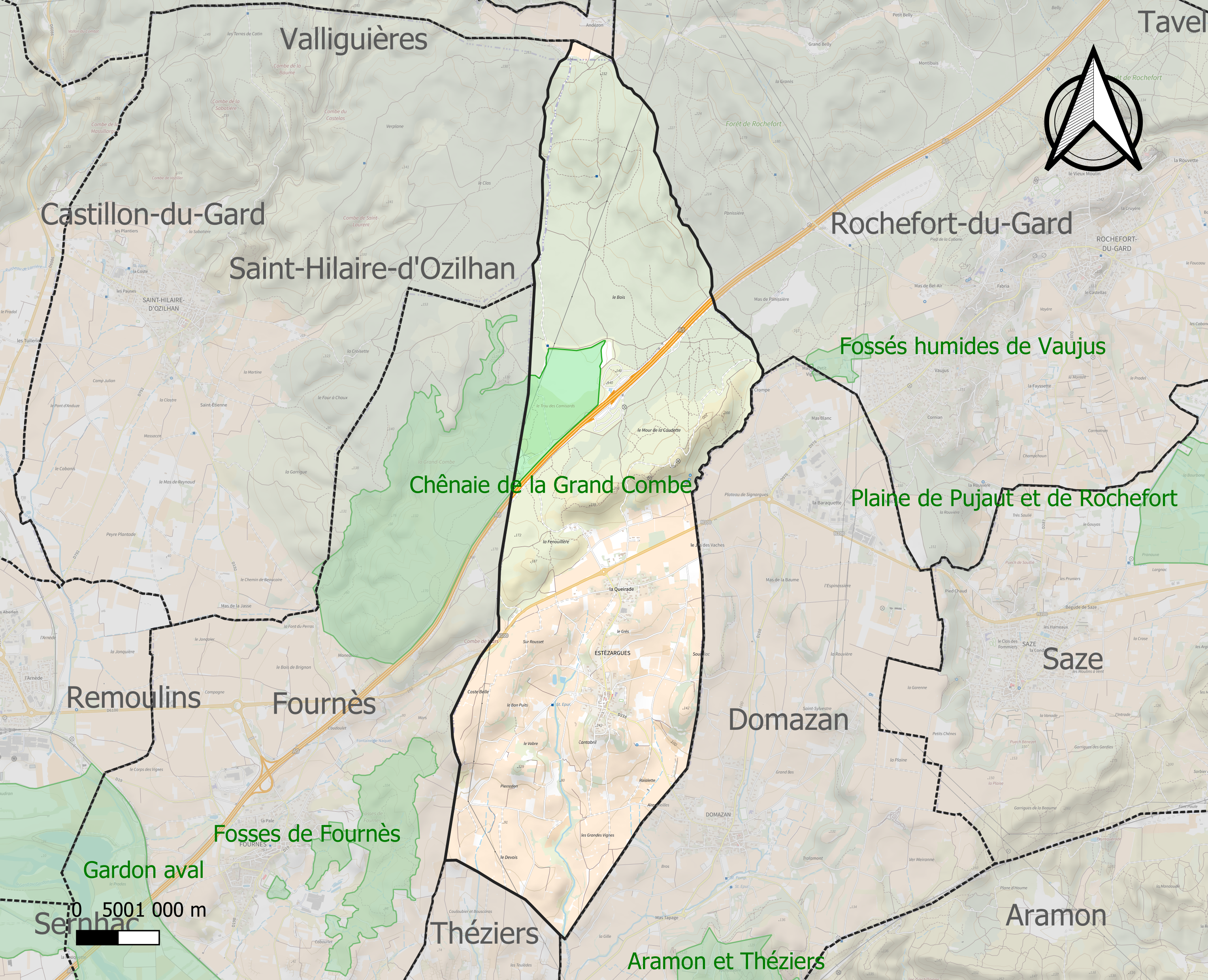
Carte de la ZNIEFF de type 1 localisée sur la commune.

L’inventaire des zones naturelles d'intérêt écologique, faunistique et floristique (ZNIEFF) a pour objectif de réaliser une couverture des zones les plus intéressantes sur le plan écologique, essentiellement dans la perspective d’améliorer la connaissance du patrimoine naturel national et de fournir aux différents décideurs un outil d’aide à la prise en compte de l’environnement dans l’aménagement du territoire.
Une ZNIEFF de type 1 est recensée sur la commune :
la « chênaie de la Grand Combe » (306 ha), couvrant 2 communes du département.

## Urbanisme

### Typologie
Au 1er janvier 2024, Estézargues est catégorisée commune rurale à habitat dispersé, selon la nouvelle grille communale de densité à sept niveaux définie par l'Insee en 2022.
Elle est située hors unité urbaine. Par ailleurs la commune fait partie de l'aire d'attraction d'Avignon, dont elle est une commune de la couronne,. Cette aire, qui regroupe 48 communes, est catégorisée dans les aires de 200 000 à moins de 700 000 habitants,.

### Occupation des sols
L'occupation des sols de la commune, telle qu'elle ressort de la base de données européenne d’occupation biophysique des sols Corine Land Cover (CLC), est marquée par l'importance des territoires agricoles (48,9 % en 2018), une proportion identique à celle de 1990 (48,9 %). La répartition détaillée en 2018 est la suivante : 
cultures permanentes (48,9 %), forêts (30,6 %), milieux à végétation arbustive et/ou herbacée (18 %), zones industrielles ou commerciales et réseaux de communication (2,4 %). L'évolution de l’occupation des sols de la commune et de ses infrastructures peut être observée sur les différentes représentations cartographiques du territoire : la carte de Cassini (XVIIIe siècle), la carte d'état-major (1820-1866) et les cartes ou photos aériennes de l'IGN pour la période actuelle (1950 à aujourd'hui).

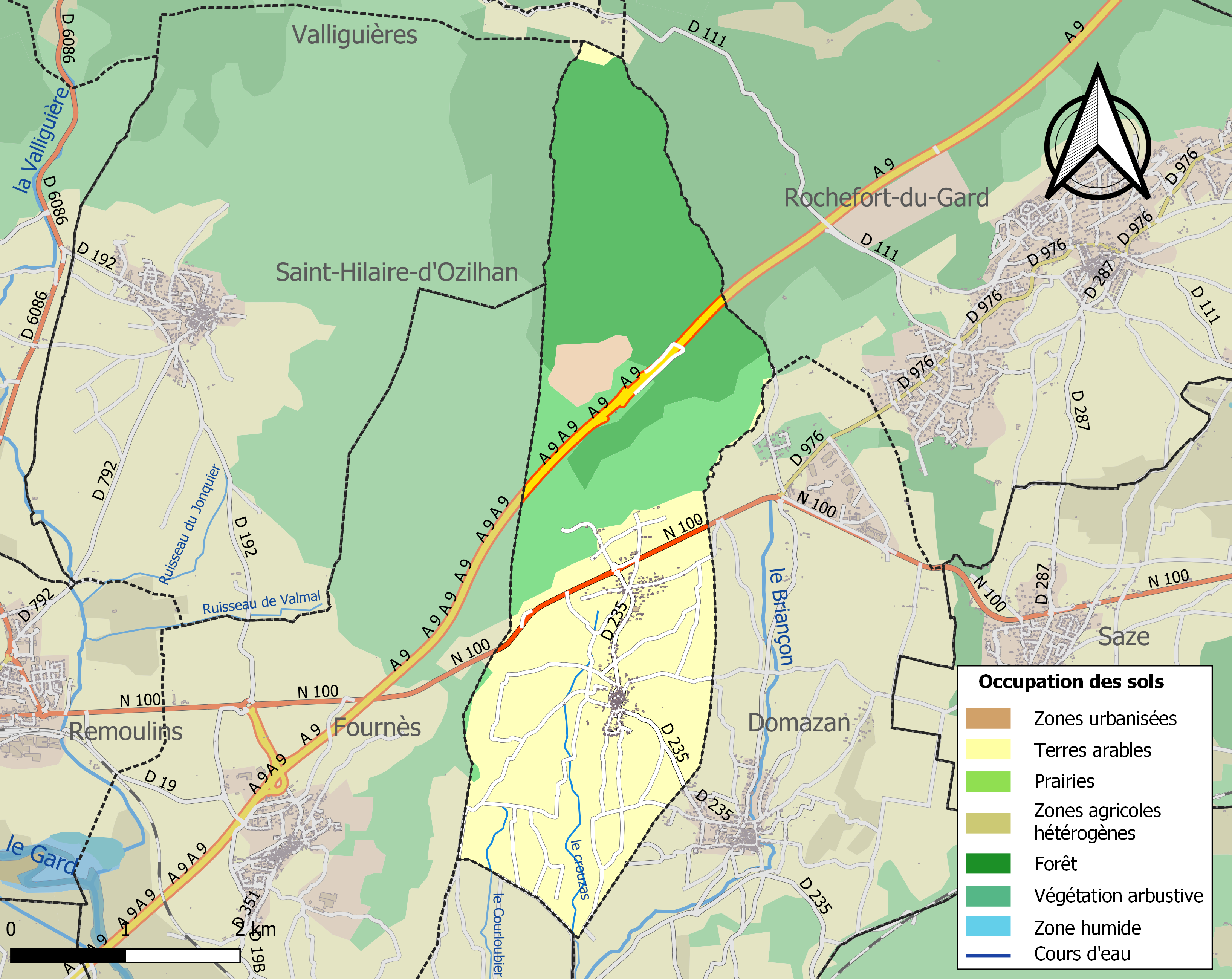
Carte des infrastructures et de l'occupation des sols de la commune en 2018 (CLC).

### Risques majeurs
Le territoire de la commune d'Estézargues est vulnérable à différents aléas naturels : météorologiques (tempête, orage, neige, grand froid, canicule ou sécheresse), inondations, feux de forêts et séisme (sismicité modérée). Il est également exposé à un risque technologique, le transport de matières dangereuses. Un site publié par le BRGM permet d'évaluer simplement et rapidement les risques d'un bien localisé soit par son adresse soit par le numéro de sa parcelle.

#### Risques naturels
Certaines parties du territoire communal sont susceptibles d’être affectées par le risque d’inondation par débordement de cours d'eau, notamment La commune a été reconnue en état de catastrophe naturelle au titre des dommages causés par les inondations et coulées de boue survenues en 1982, 1987, 2002, 2003, 2004 et 2010,.

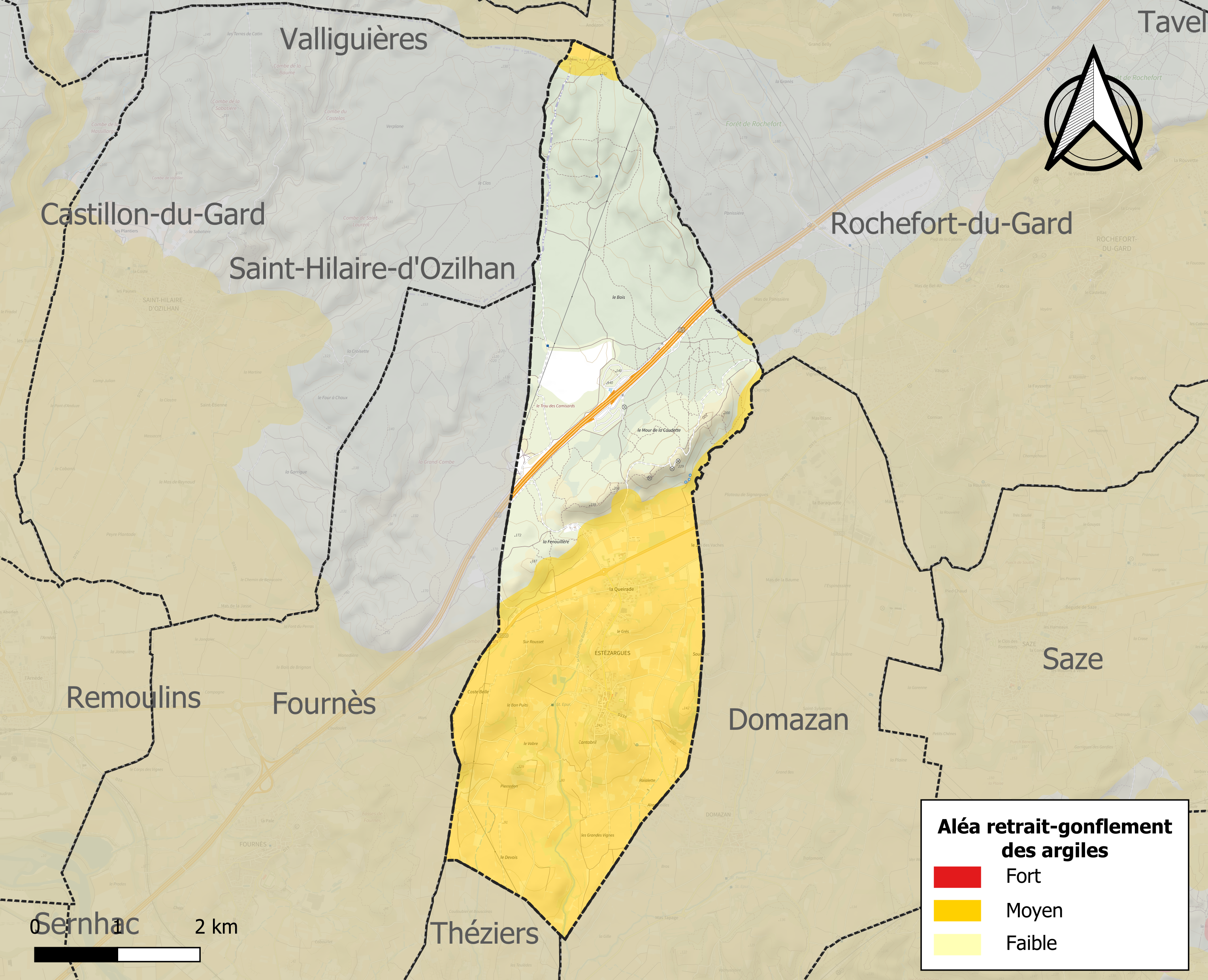
Carte des zones d'aléa retrait-gonflement des sols argileux d'Estézargues.

Le retrait-gonflement des sols argileux est susceptible d'engendrer des dommages importants aux bâtiments en cas d’alternance de périodes de sécheresse et de pluie. 51,5 % de la superficie communale est en aléa moyen ou fort (67,5 % au niveau départemental et 48,5 % au niveau national). Sur les 235 bâtiments dénombrés sur la commune en 2019, 234 sont en aléa moyen ou fort, soit 100 %, à comparer aux 90 % au niveau départemental et 54 % au niveau national. Une cartographie de l'exposition du territoire national au retrait gonflement des sols argileux est disponible sur le site du BRGM,.
Par ailleurs, afin de mieux appréhender le risque d’affaissement de terrain, l'inventaire national des cavités souterraines permet de localiser celles situées sur la commune.

#### Risques technologiques
Le risque de transport de matières dangereuses sur la commune est lié à sa traversée par des infrastructures routières ou ferroviaires importantes ou la présence d'une canalisation de transport d'hydrocarbures. Un accident se produisant sur de telles infrastructures est en effet susceptible d’avoir des effets graves au bâti ou aux personnes jusqu’à 350 m, selon la nature du matériau transporté. Des dispositions d’urbanisme peuvent être préconisées en conséquence.

## Toponymie
Occitan Estezargue, du roman Estressargues, Estrairanegues, du bas latin Stresanicæ, Strazanicæ, Strayranice, Estranhanicæ.

## Histoire

### Préhistoire
La découverte de silex datant de 1800 av. J.-C. indique que la région a été habitée depuis la Préhistoire.

### Antiquité
Une représentation de Bacchus et d'Ariane datant du IIe ou IIIe siècle a été trouvée en 1896 à Estézargues. Des vases antiques ont également été mis au jour. Le village a été créé plus tard à partir de plusieurs fermes.

### Époque moderne
Le village porte son nom actuel depuis 1620.

## Politique et administration

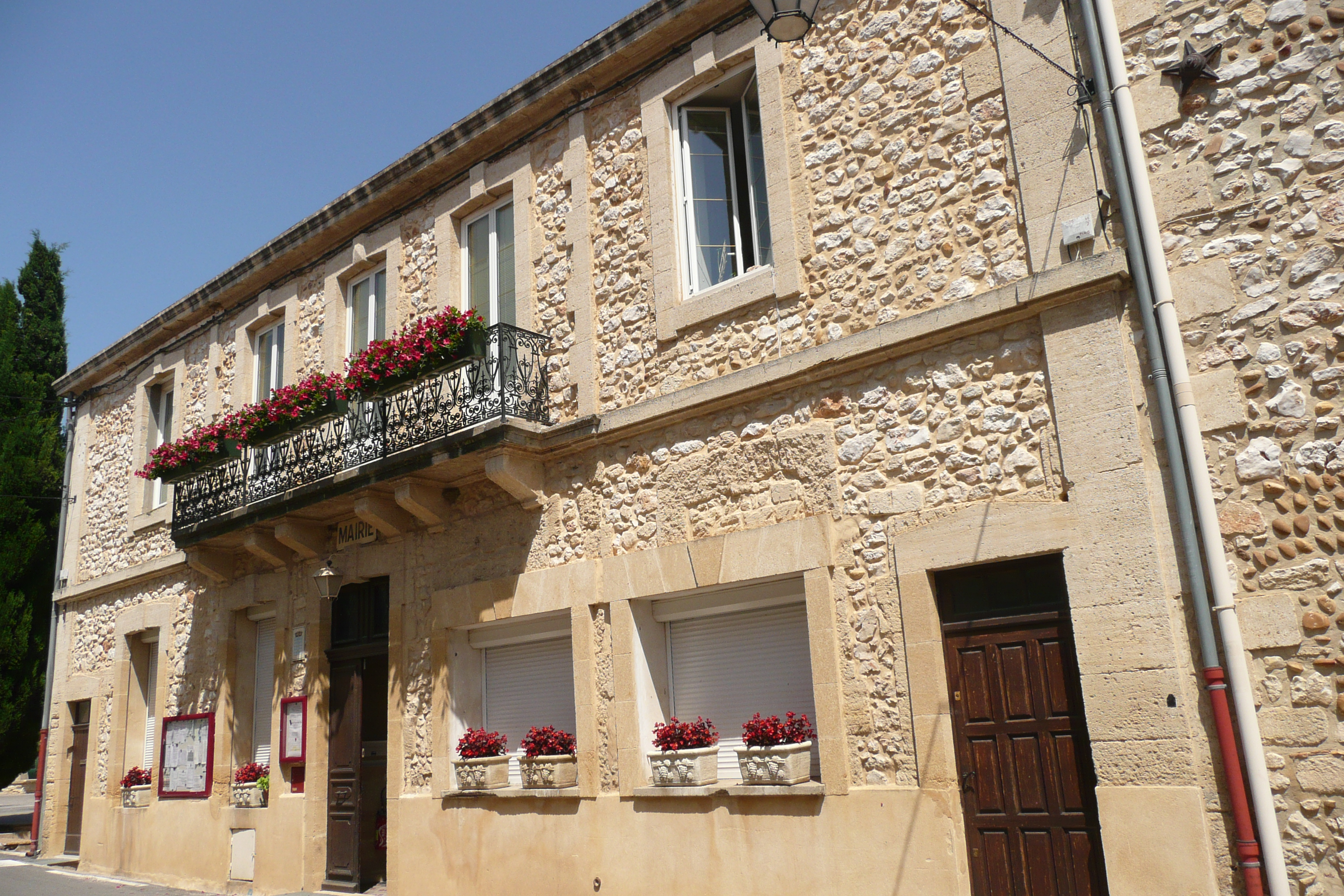
Mairie.

### Liste des maires
| Période                                  | Période  | Identité           | Étiquette | Qualité                     |
| ---------------------------------------- | -------- | ------------------ | --------- | --------------------------- |
| 1977                                     | 1989     | Jean-Marie Granier | DVD       | agriculteur                 |
| 2001                                     | 2008     | Doris Roulet       | DVD       |                             |
| 2008                                     | En cours | Martine Laguérie   | DVD       | Retraitée de l'enseignement |
| Les données manquantes sont à compléter. |          |                    |           |                             |

## Population et société

### Démographie
L'évolution du nombre d'habitants est connue à travers les recensements de la population effectués dans la commune depuis 1793. Pour les communes de moins de 10 000 habitants, une enquête de recensement portant sur toute la population est réalisée tous les cinq ans, les populations de référence des années intermédiaires étant quant à elles estimées par interpolation ou extrapolation. Pour la commune, le premier recensement exhaustif entrant dans le cadre du nouveau dispositif a été réalisé en 2007.

En 2022, la commune comptait 605 habitants, en évolution de +8,81 % par rapport à 2016 (Gard : +2,97 %, France hors Mayotte : +2,11 %).
| 1793 | 1800 | 1806 | 1821 | 1831 | 1836 | 1841 | 1846 | 1851 |
| ---- | ---- | ---- | ---- | ---- | ---- | ---- | ---- | ---- |
| 232  | 217  | 263  | 272  | 290  | 279  | 296  | 294  | 308  |

| 1856 | 1861 | 1866 | 1872 | 1876 | 1881 | 1886 | 1891 | 1896 |
| ---- | ---- | ---- | ---- | ---- | ---- | ---- | ---- | ---- |
| 317  | 302  | 300  | 292  | 259  | 221  | 211  | 198  | 187  |

| 1901 | 1906 | 1911 | 1921 | 1926 | 1931 | 1936 | 1946 | 1954 |
| ---- | ---- | ---- | ---- | ---- | ---- | ---- | ---- | ---- |
| 192  | 203  | 183  | 152  | 150  | 152  | 149  | 153  | 181  |

| 1962 | 1968 | 1975 | 1982 | 1990 | 1999 | 2006 | 2007 | 2012 |
| ---- | ---- | ---- | ---- | ---- | ---- | ---- | ---- | ---- |
| 204  | 200  | 213  | 228  | 276  | 384  | 433  | 440  | 482  |

| 2017 | 2022 | - | - | - | - | - | - | - |
| ---- | ---- | - | - | - | - | - | - | - |
| 579  | 605  | - | - | - | - | - | - | - |

## Économie

### Revenus
En 2018  (données Insee publiées en septembre 2021), la commune compte 214 ménages fiscaux, regroupant 564 personnes. La médiane du revenu disponible par unité de consommation est de 24 320 € (20 020 € dans le département).

### Emploi
|                | 2008   | 2013  | 2018  |
| -------------- | ------ | ----- | ----- |
| Commune        | 8,7 %  | 6,4 % | 5,3 % |
| Département    | 10,6 % | 12 %  | 12 %  |
| France entière | 8,3 %  | 10 %  | 10 %  |

En 2018, la population âgée de 15 à 64 ans s'élève à 364 personnes, parmi lesquelles on compte 82,7 % d'actifs (77,4 % ayant un emploi et 5,3 % de chômeurs) et 17,3 % d'inactifs,. En  2018, le taux de chômage communal (au sens du recensement) des 15-64 ans est inférieur à celui de la France et du département, alors qu'en 2008 il était supérieur à celui de la France.
La commune fait partie de la couronne de l'aire d'attraction d'Avignon, du fait qu'au moins 15 % des actifs travaillent dans le pôle,. Elle compte 128 emplois en 2018, contre 119 en 2013 et 105 en 2008. Le nombre d'actifs ayant un emploi résidant dans la commune est de 290, soit un indicateur de concentration d'emploi de 44,1 % et un taux d'activité parmi les 15 ans ou plus de 69,3 %.
Sur ces 290 actifs de 15 ans ou plus ayant un emploi, 64 travaillent dans la commune, soit 22 % des habitants. Pour se rendre au travail, 92,7 % des habitants utilisent un véhicule personnel ou de fonction à quatre roues, 1,4 % les transports en commun, 2,7 % s'y rendent en deux-roues, à vélo ou à pied et 3,1 % n'ont pas besoin de transport (travail au domicile).

### Activités hors agriculture

#### Secteurs d'activités

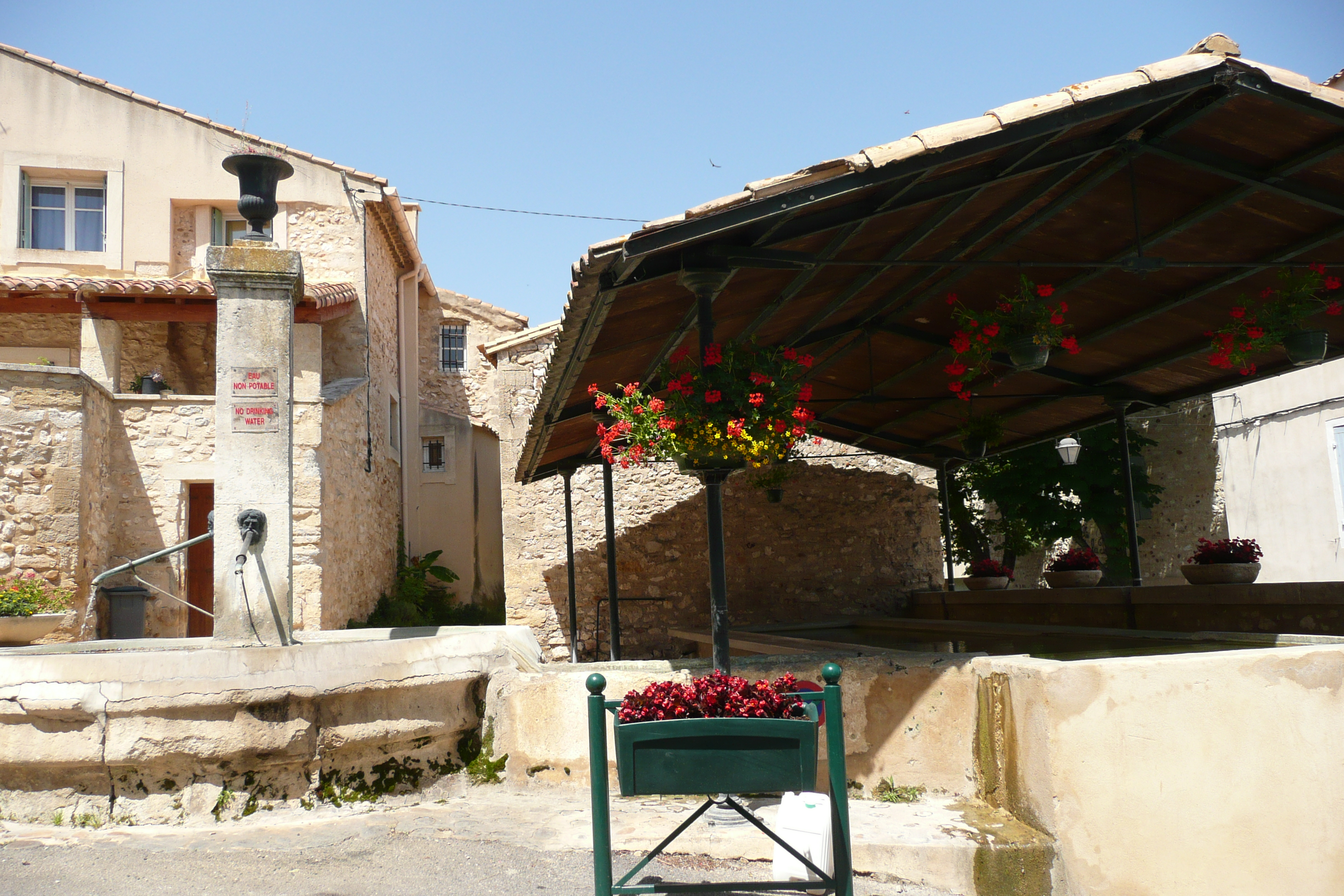
Lavoir.

36 établissements sont implantés  à Estézargues au 31 décembre 2019. Le tableau ci-dessous en détaille le nombre par secteur d'activité et compare les ratios avec ceux du département,.
| Secteur d'activité                                                                                        | Commune | Commune | Département |
| Secteur d'activité                                                                                        | Nombre  | %       | %           |
| --- | ------- | ------- | ----------- |
| Ensemble                                                                                                  | 36      |         |             |
| Industrie manufacturière, industries extractives et autres                                                | 3       | 8,3 %   | (7,9 %)     |
| Construction                                                                                              | 4       | 11,1 %  | (15,5 %)    |
| Commerce de gros et de détail, transports, hébergement et restauration                                    | 7       | 19,4 %  | (30 %)      |
| Activités immobilières                                                                                    | 3       | 8,3 %   | (4,1 %)     |
| Activités spécialisées, scientifiques et techniques et activités de services administratifs et de soutien | 10      | 27,8 %  | (14,9 %)    |
| Administration publique, enseignement, santé humaine et action sociale                                    | 5       | 13,9 %  | (13,5 %)    |
| Autres activités de services                                                                              | 4       | 11,1 %  | (8,8 %)     |

Le secteur des activités spécialisées, scientifiques et techniques et des activités de services administratifs et de soutien est prépondérant sur la commune puisqu'il représente 27,8 % du nombre total d'établissements de la commune (10 sur les 36 entreprises implantées  à Estézargues), contre 14,9 % au niveau départemental.

### Agriculture
La commune est dans la vallée du Rhône, une petite région agricole occupant la frange est du département du Gard. En 2020, l'orientation technico-économique de l'agriculture  sur la commune est la viticulture.
|               | 1988 | 2000 | 2010 | 2020 |
| ------------- | ---- | ---- | ---- | ---- |
| Exploitations | 23   | 20   | 21   | 25   |
| SAU (ha)      | 414  | 456  | 544  | 649  |

Le nombre d'exploitations agricoles en activité et ayant leur siège dans la commune est passé de 23 lors du recensement agricole de 1988  à 20 en 2000 puis à 21 en 2010 et enfin à 25 en 2020, soit une baisse de 1 % en 32 ans. Le même mouvement est observé à l'échelle du département qui a perdu pendant cette période 61 % de ses exploitations,. La surface agricole utilisée sur la commune a quant à elle augmenté, passant de 414 ha en 1988 à 649 ha en 2020. Parallèlement la surface agricole utilisée moyenne par exploitation a augmenté, passant de 18 à 26 ha.

### Édifices civils

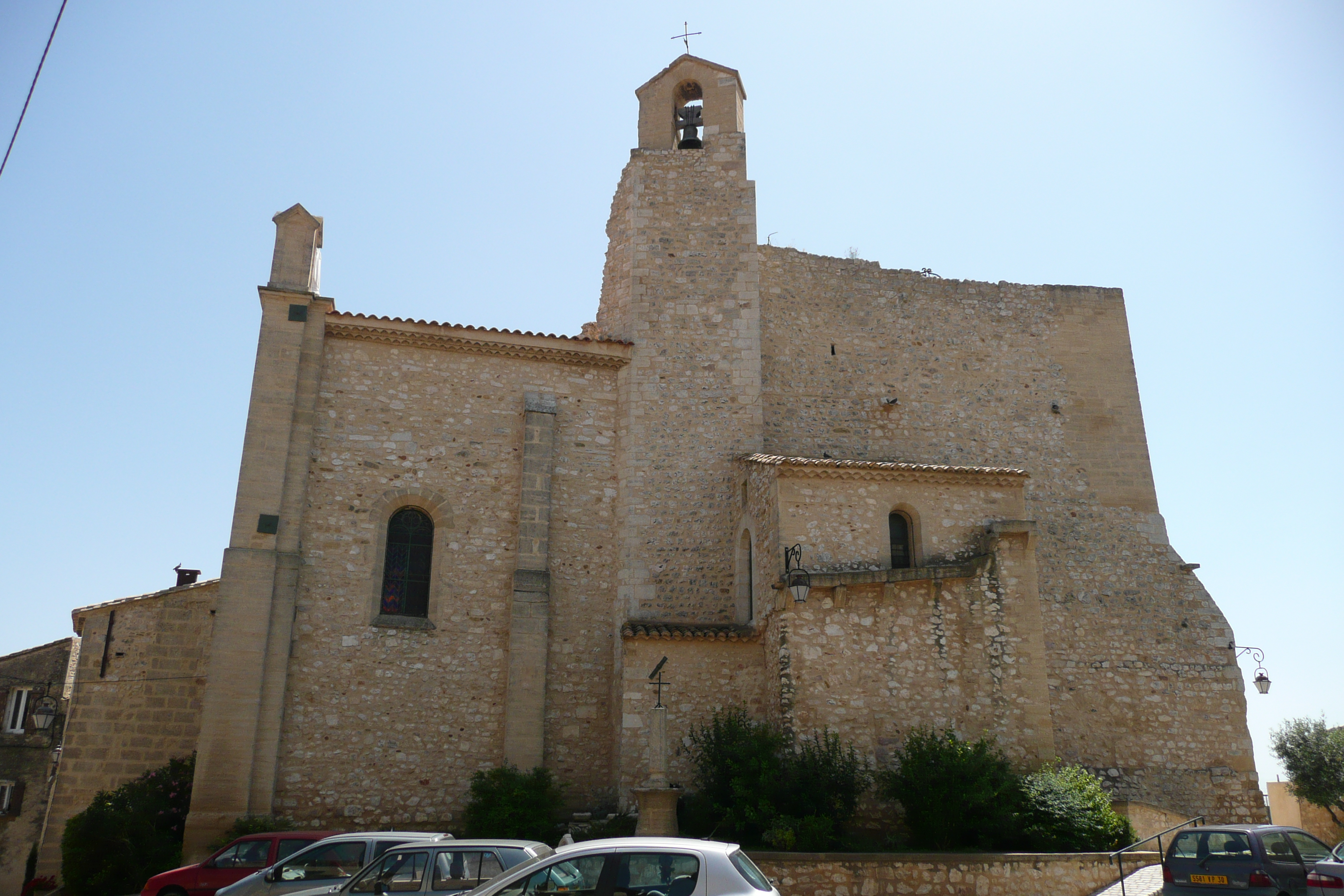
Église de Saint-Gérard.

## Culture locale et patrimoine

### Édifices religieux
- Église de Saint-Gérard d'Estézargues.

### Personnalités liées à la commune
Karen Keren[pourquoi ?], de son vrai nom Corinne Kehren, née le 29 juin 1959 à Relizane (Algérie), est une auteure-compositrice-interprète de chansons de variétés françaises et internationales depuis 2000.

## Héraldique
| Blason de Estézargues | Blason  | De vair au pal losangé d'or et d'azur.           |
| Blason de Estézargues | Détails | Le statut officiel du blason reste à déterminer. |